# Centro Europeo de Empresas e Innovación de Aragón
El Centro Europeo de Empresas e Innovación de Aragón (CEEIARAGON) es un organismo dependiente de la Presidencia, Economía y Justicia que tiene como función principal fomentar el espíritu emprendedor, apoyar la creación de empresas, dotar a los futuros empresarios de los conocimientos y habilidades necesarias para gestionar su empresa y apoyar la consolidación e innovación en el tejido empresarial aragonés.

## Origen
En 1984, la Dirección General de Política Regional de la Unión Europea (D. G. XVI), apoyó la creación de los llamados Centros Europeos de Empresa e Innovación (CEEI), o Business and Innovation Center (BIC); por entender que eran el modelo más eficaz para la creación y desarrollo de empresas innovadoras.

## Ejes de actuación
Las acciones de CEEIARAGON están orientadas a:
- Emprendedores.
- Pymes y micropymes.
- Autónomos.
- Agentes de empleo y desarrollo local.